# Hærens Våbenarsenal
Våbenarsenalet er en betegnelse, der anvendes om våbenopbevaringen på henholdsvis Artillerivejens Kaserne, Ny Tøjhus og Bådsmandsstrædes Kaserne, alle i København.
| Militær | Spire Denne artikel om militær er en spire som bør udbygges. Du er velkommen til at hjælpe Wikipedia ved at udvide den. |